# Garapa
Garapa (of Grapia) is een houtsoort afkomstig van Apuleia leiocarpa (familie Caesalpiniaceae), die vooral voorkomt in de bossen van Centraal-Brazilië. 
Het is een pionierboom die 25 tot 35 meter hoog wordt en een dikte bereikt van 60 tot 90 cm. De kruin is parasolvormig.
Het hout is zwaar, met een geelbeige tot gele kleur. Het wordt gebruikt voor bovengrondse buitenconstructies zoals terrasplanken. 